# 나트론호

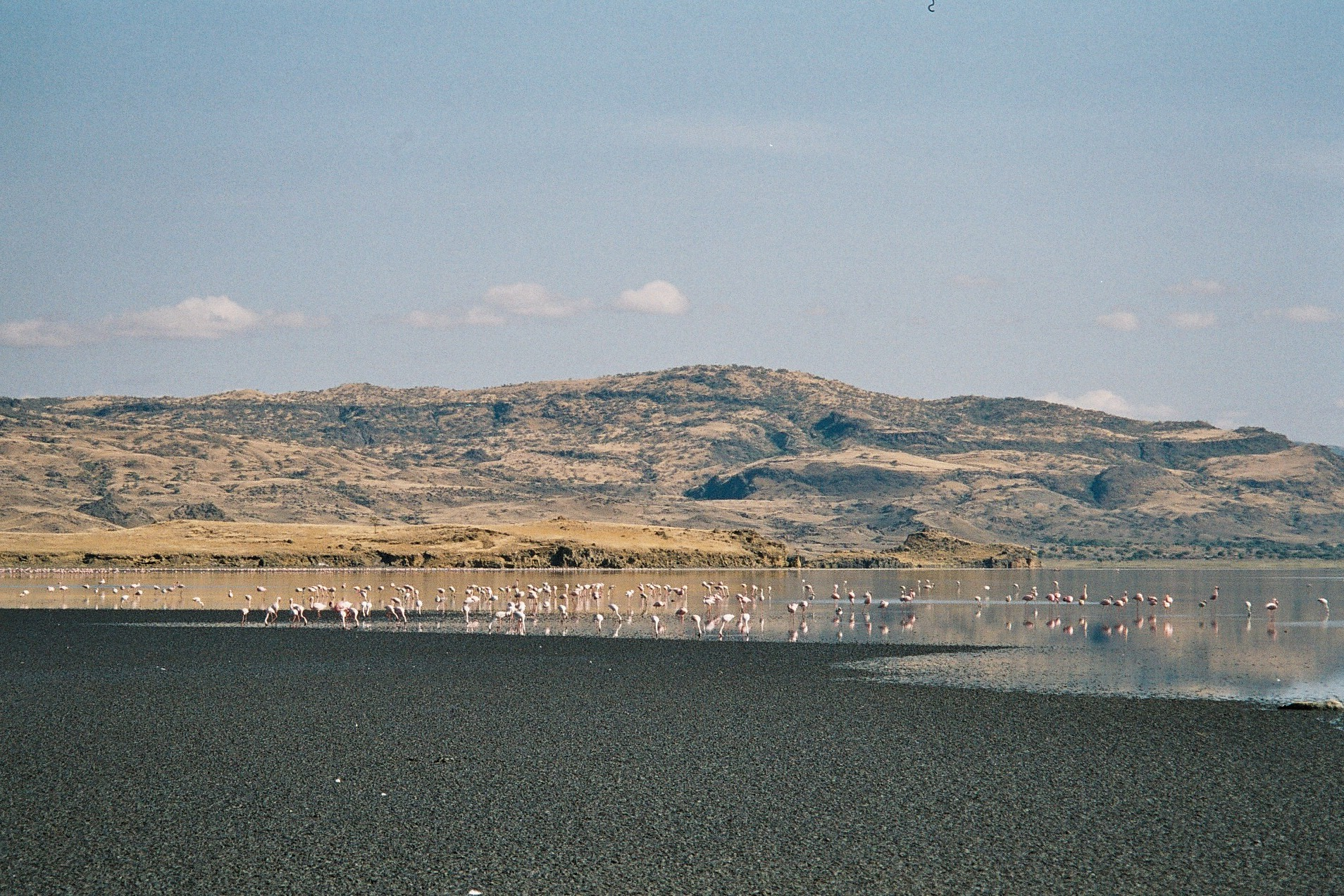
나트론 호

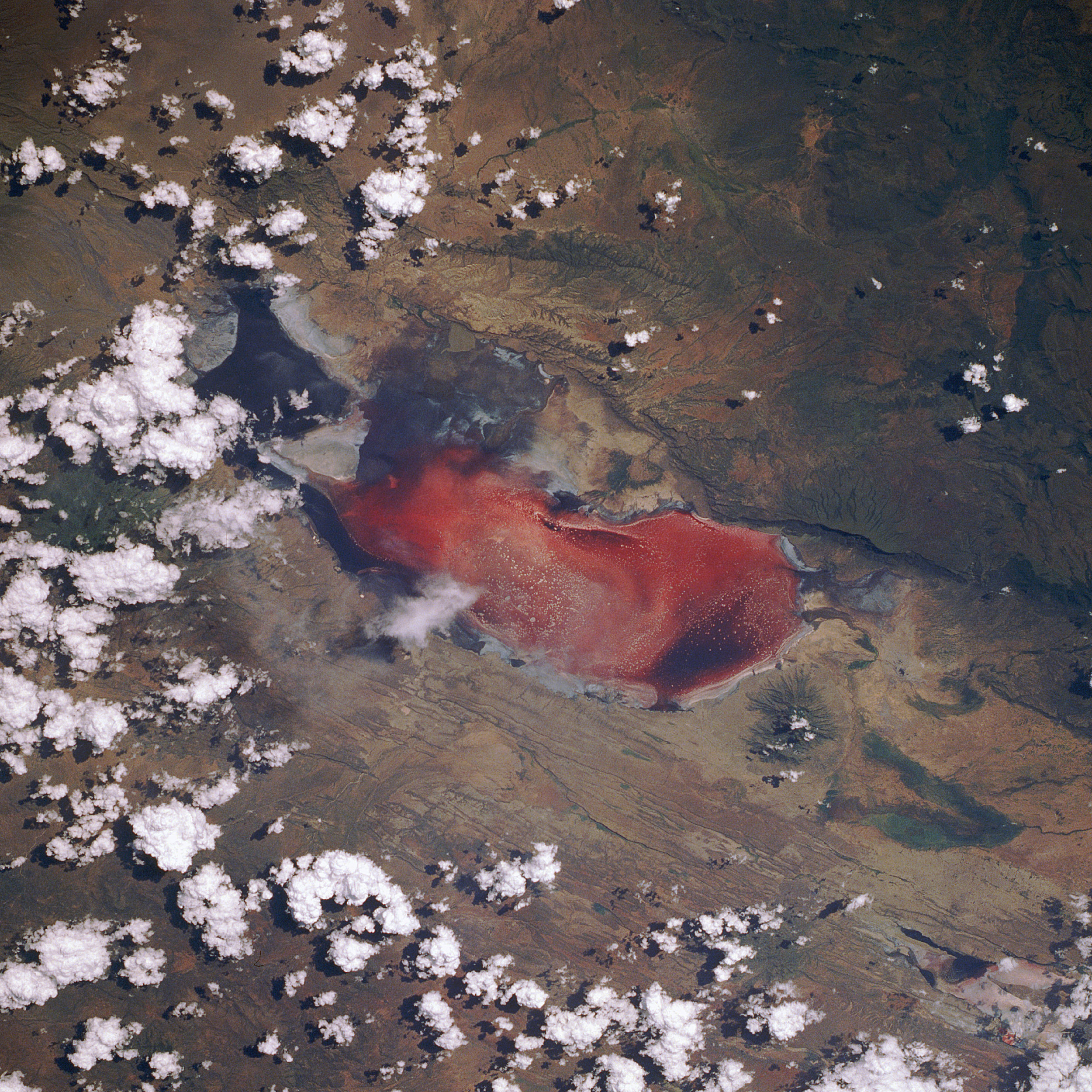
나트론 호 위성 사진

나트론 호(Lake Natron)는 탄자니아 북부 아루샤 주에 위치한 호수이다. 염호이자 소다호이다. 케냐와의 국경에 근접해 있으며 호수 자체가 동아프리카 지구대의 동쪽 지류인 그레고리 지구대 안에 있다. 그레고리 지구대 안 나트론 호 주위 일대를 나트론 분지라 하며, 이곳은 람사르 협약에 의해 보호받는 국제적으로 중요한 습지이다.
호수의 수원은 케냐 중부를 관통하는 남에와소응이로 강과 호수 내부의 광물질이 풍부한 온천들이다. 수심은 다소 얕아서 대개 3미터 이하이고, 호수의 크기는 수량에 따라 변한다. 호수의 세로 길이는 최대 57 킬로미터, 가로 길이는 최대 22 킬로미터이다. 호수 주변 지역의 강수량은 불규칙적인데, 주로 12월에서 5월 사이에 800 밀리미터 정도의 비가 온다. 수온은 섭씨 40도(화씨 104도) 이상이다.
높은 증발률로 인해 호수에 나트론(탄산나트륨 십수화물)과 트로나(세스퀴탄산나트륨 이수화물)이 잔여하게 되고, pH 12 이상의 강염기성을 띠게 된다. 호수의 기반암은 플라이스토세 시기에 나트륨이 풍부한 염기성 용암이 굳어 형성된 조면암이다. 용암에는 탄산염은 풍부하지만 칼슘과 마그네슘 수준은 매우 낮다. 이 때문에 호수는 가성 소금물로 농축되었다.
건기가 되면 수량이 줄어들어 염분이 높아지고, 이에 따라 소금을 좋아하는 미생물들이 번성한다. 시아노박테리아를 비롯한 이러한 호염성 생물들은 마치 식물처럼 광합성을 해서 양분을 얻을 수 있다. 시아노박테리아의 붉은 광합성 색소로 인해 호수의 깊은 곳은 붉은 색으로, 좀 얕은 곳은 주황색으로 변한다. 호수 수면 근처의 알칼리성 소금 껍질 역시 호염성 미생물로 인해 붉은색 또는 분홍색을 띤다.
호수 가장자리에는 염생습지와 민물습지가 있어 다양한 식물들이 자란다.
높을 때는 섭씨 60도까지 올라가는 수온과 높은 염분으로 인해 동물이 살아가기 힘들 것 같지만, 그래도 이런 곳의 환경도 견뎌내는 조류, 무척추동물, 새들이 있다. 염분이 조금 낮은 호수 가장자리에는 물고기도 산다.
나트론 호는 멸종위기 근접종인 꼬마홍학의 동아프리카에 유일한 번식 장소이다. 개체수는 2백 5십만 마리 정도의 나트론 호의 작은홍학들은 남조류의 일종인 스피룰리나를 먹고 산다. 염분이 높아지면 시아노박테리아도 더욱 번성하고, 이에 따라 호수는 더 많은 홍학 둥지를 부양할 수 있다. 또한 나트론 호의 염기성 물은 포식자로부터 작은홍학을 지켜주는 장애물로 작용한다. 개펄에는 큰홍학도 번식한다.
온천 근처에 사는 알콜라피아 라틸라브리스, 알콜라피아 은달랄라니라는 두 물고기 종은 나트론 호의 고유종이다. 또 고유종은 아니지만 알콜라피아 알칼리카라는 물고기도 산다.